# Herbita prouti
Herbita prouti là một loài bướm đêm trong họ Geometridae.